# Иризин
Иризин (FNDC5) — белок, в геноме человека кодируемый геном FNDC5. Это мембранный белок, являющийся предшественником пептидного гормона иризина. Описано, что иризин выделяется мышцами в ответ на физические упражнения. Он запускает ряд эффектов, подходящих для решения проблем диабета и избыточного веса людей. В целом, иризин влияет на метаболизм (и, возможно, на трансдифференцировку) жировой ткани, направляя его по пути термогенеза. Исходно гормон и его эффекты были описаны на мышах, что вызывало скепсис в отношении возможности простой экстраполяции полученных выводов на человека.

## Открытие
FNDC5 был обнаружен случайно, при поиске в геноме белков, содержащих фибронектиновый домен 3-го типа  — а также в ходе поиска пероксисомальных белков . Оба описания сделаны в 2002 году. Известность белок получил позже, в 2012 году, когда было описано, что в результате расщепления FNDC5 образуется иризин.
Регуляторный пептид назвали «иризином» в честь греческой богини Ириды, богини-вестницы.

## Биосинтез и секреция
Ген FNDC5 кодирует про-гормон, являющийся трансмембранным белком (пронизывает мембрану 1 раз). Белок небольшой, у человека — 212 аминокислотных остатков, у мышей и крыс — по 209. Структура имеет сходство с иммуноглобулиновой. При усиленной работе мышц белок подвергается пострансляционной модификации — ограниченному протеолизу, с образованием в качестве продукта регуляторного пептида иризина. Структура белка включает в себя сигнальный пептид, два FnIII-домена (фибронектиновых III типа) и C'-концевой гидрофобный домен (вероятно, обеспечивающий прикрепление белка к мембране). Последовательность синтеза и пострансляционной модификации иризина похожа на таковые некоторых других известных сигнальных пептидов — EGF и TGF-alpha. После того, как N'-концевой сигнальный пептид отщепляется, оставшийся пептид отщепляется протеазой от своего C'-концевого домена-якоря, гликозилируется — и получается готовый регуляторный пептид. Он включает в себя 112 аминокислотных остатков (у человека — с 32 по 143; у крыс — с 29 по 140), сохраняя большую часть FnIII-последовательности. Несмотря на то, что у человека и у грызунов расщепление FNDC5 происходит в разных положениях, последовательность аминокислот в самом иризине — высоко консервативна у всех млекопитающих (например, у человека и у грызунов последовательность аминокислотных остатков в иризине идентична). Возможно, что изменение остальной части гена FNDC5 создаёт другие сайты инициации трансляции, с которых могут считываться другие продукты.

## Функции
Серийные сокращения мышц приводят к повышению в мышцах экспрессии фактора PGC-1 alpha (Peroxisome proliferator-activated receptor gamma coactivator 1-alpha, ко-активатор рецептора пролиферации пероксисом), кодируемого геном PPARGC1A. PGC-1α участвует в адаптации мышц к нагрузке, оказывая целый ряд разных эффектов. У мышей он, в том числе, опосредует увеличение продукции с гена FNDC5 и увеличение интенсивности его модификации в иризин. Предполагали, что иризин способствует превращению белого жира в бурый. И, по крайней мере, показано его участие в запуске термогенеза в жировой ткани. С использованием аденовирусов в качестве векторов, показано также, что при сверх-экспрессии FNDC5 в печени, у мышей резко увеличивается доля бурого жира . Впрочем, при тренировке мышц изменяется экспрессия примерно 1000 генов — и по данным других авторов, заметное влияние иризина проявляется далеко не у всех людей.
Показано, что для людей типичен ген FNDC5 с мутацией в стартовом кодоне (ATG → ATA). Чтобы проверить, насколько это влияет на продукцию белка, провели эксперименты с переносом человеческой версии гена в мышей. Оказалось, что у мышей с мутантной версией гена уровень иризина при мышечной нагрузке составляет лишь 1 % от уровня иризина у мышей с обычной версией гена.
На основании этого ряд авторов предполагают, что иризин, функционирующий у мышей и крыс, не сохранил свою функцию у людей. Тем не менее , в одной из недавних работ показано, что иризин циркулирует в плазме крови всех изученных людей, а его концентрация у молодых атлетов в несколько раз выше, чем у женщин среднего возраста, страдающих ожирением . В экспериментах по стимуляции мышечных клеток электрическим током не обнаружено повышения экспрессии гена FNDC5.  Кроме того, что у людей не образуется в достаточном количестве сам регулятор, возможно,  не сохранила своей функциональности и связанная с ним регуляторная система: в экспериментах с инкубированием человеческих преадипоцитов в присутствии иризина, бурые жировые клетки получить не удалось.
Показано, что при мышечных нагрузках у мышей FNDC5 экспрессируется также в гиппокампе. Показано, что введение гена FNDC5 в печень у мышей ведёт к повышению уровня иризина в крови. В свою очередь, это ведёт к повышению экспрессии ряда нейропротекторных генов в клетках головного мозга, в частности — повышается экспрессия мозгового нейротрофического фактора (BDNF). Видимо, тренировка мышц связана с системой, участвующей в протекции когнитивных функций, и FNDC5 (как и BDNF,  а также PGC-1α) являются важными медиаторами этих процессов.